# صموئيل ويليام سيبلي
صموئيل ويليام سيبلي (بالإنجليزية: Samuel Hale Sibley)‏ هو قاضي ومحامي أمريكي، ولد في 2 يوليو 1873 في يونيون بوينت في الولايات المتحدة، وتوفي في 13 أكتوبر 1958.